# 洛雷达让通
洛雷达让通（法語：Loretz-d'Argenton，法語發音：[lɔʁɛ daʁʒɑ̃tɔ̃]）是法国德塞夫勒省的一个市镇，属于布雷叙尔区。该市镇于2019年1月1日由原市镇阿让通莱格利斯和布耶洛雷合并而成，行政中心位于阿让通莱格利斯。

## 地理
洛雷达让通（47°2'41"N, 0°15'33"W）面积52.64 平方千米，位于法国新阿基坦大区德塞夫勒省，该省份为法国西部内陆省份，北起曼恩-卢瓦尔省，西接旺代省，南至夏朗德省和滨海夏朗德省，东临维埃纳省。
与洛雷达让通接壤的市镇（或旧市镇、城区）包括：圣马凯尔迪布瓦、勒皮诺特尔达姆、圣马丹德桑宰、圖阿爾、瓦勒昂维涅、利斯-上莱永。
洛雷达让通的时区为UTC+01:00、UTC+02:00（夏令时）。

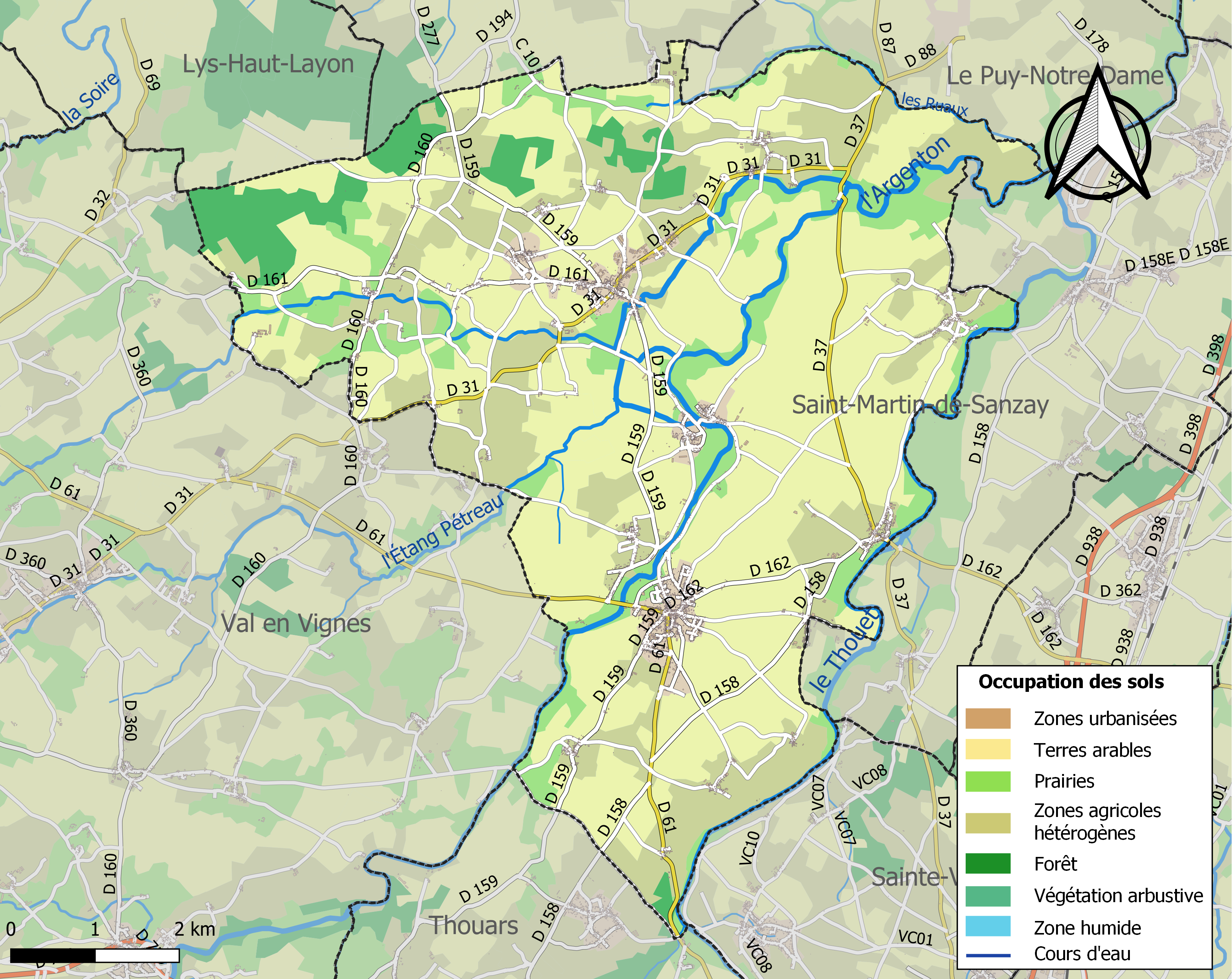
洛雷达让通的OSM定位图

## 行政
洛雷达让通的邮政编码为79290，INSEE市镇编码为79014。

## 政治
洛雷达让通所属的省级选区为图埃河谷县。

## 人口
洛雷达让通于2022年1月1日时的人口数量为2590人。